# Andrzej Rogoziński
Andrzej Rogoziński (ur. 20 września 1874 w Siedlcach lub w Duranowie, zm. 20 maja 1942 w Hartheim, Alkoven) – polski ksiądz, łódzki działacz społeczny, więzień obozu koncentracyjnego w Dachau, ofiara zbrodni nazistowskich.

## Życiorys
Ukończył szkołę elementarną w Sochaczewie, a w późniejszym okresie Seminarium Metropolitalne Warszawskie. 19 stycznia 1902 uzyskał święcenia kapłańskie by następnie zostać wikarym w Nowo-Mińsku oraz kapelanem szpitala psychiatrycznego w Tworkach. Od marca 1903 pełnił funkcję wikarego w Kutnie. 10 sierpnia 1904 został wikarym w parafii Podwyższenia św. Krzyża w Łodzi. W okresie posługi w Łodzi podjął się organizacji bractwa religijnego – Łódzkiego Stowarzyszenie Robotników Chrześcijańskich „Demokracja Chrześcijańska”, założonego w odpowiedzi na powołane przez ks. Jana Albrechta w 1906 Stowarzyszenia Robotników Chrześcijańskich w Łodzi. Organizacja ta miała na celu m.in. wspierać robotników w protestach w okresie rewolucji 1905 roku w przeciwieństwie do innych organizatorów ruchu chrześcijańskiego na terenie Królestwa Polskiego, które wytrzymywały się przed wspieraniem protestów.
Towarzystwo podlegające Rogozińskiemu realizowało także zadania z zakresu pośrednictwa pracy, prowadziło bibliotekę, orkiestrę, a także szkółkę dla dzieci. Rogoziński był również inicjatorem zakładania spółdzielczych sklepów komandytowych, dla których stworzył instrukcję ich zakładania i prowadzenia. Był postacią popularną w środowisku robotniczym, niemniej budził brak zaufania wśród hierarchów kościelnych. W październiku 1906 został przeniesiony do Warszawy ze względu na niechęć wobec zjednoczenia jego organizacji z innym łódzkim bractwem kościelnym. Od tego momentu piastował stanowisko wikarego w parafii św. Aleksandra w Warszawie. Zwolennicy i współpracownicy Rogozińskiego zainicjowali kampanię w obronie założyciela organizacji, budząc konsternację wśród katolików. Doprowadziło to do zarejestrowania przez nich Łódzkiego Stowarzyszenie Robotników „Chrześcijańska Demokracja – Pierwszego Organizatora ks. Andrzeja Rogozińskiego”. Wobec powyższego Rogoziński, mimo przeniesienia do Warszawy, nie zrezygnował z działalności w łodzi. Niemniej organizacja miała trudności w pozyskiwaniu nowych zwolenników ze względu na ataki środowisk socjalistycznych oraz łódzkie środowisko chrześcijańskie, które bojkotowało Rogozińskiego, ze względu na fakt, iż ten wyłamał się z ogólnego ruchu chrześcijańskiego. Organizacja systematycznie traciła wpływy by zostać rozwiązaną w marcu 1914. W kwietniu 1907 Rogoziński został przeniesiony do parafii Wierzbno, następnie w marcu 1908 do parafii Leszno. W obu parafiach miał pełnić funkcję administratora, niemniej nie podjął się tego, ze względu na zaangażowanie w działalność społeczną w Łodzi. W lipcu w 1908 został proboszczem w Miłonicach, które opuścił w grudniu 1914 ze względu na działania wojenne w trakcie I wojny światowej.
W latach 1915–1932 był proboszczem w Kołacinku, Domaniewie i Szczawinie. W listopadzie 1932 ze względu na stan zdrowia powrócił do Łodzi, gdzie podjął działalność społeczno-polityczną. W tym samym roku Sąd Okręgowy w Łodzi wszczął wobec niego postępowanie ze względu na głoszone przez niego antyrządowe poglądy, które wygłaszał z ambony. W 1934 został kandydatem na radnego Rady Miejskiej w Łodzi. Ordynariusz diecezji łódzkiej zakazał mu jednak kandydowania oraz udziału w pracy przedwyborczej, a następnie zawiesił w czynnościach kapłańskich co przyczyniło się do wycofania kandydatury przez Rogozińskiego. W czerwcu 1934 został rektorem kościoła filialnego w Grotnikach, a w lipcu 1935 wikariuszem parafii Wniebowzięcia Najświętszej Marii Panny w Łodzi. 6 października 1941 został aresztowany przez Niemców i przetransportowany do obozu przesiedleńczego w Konstantynowie. Następnie osadzono go w obozie koncentracyjnym w Dachau, gdzie nadano mu numer obozowy 28160, i w którym przetrzymywano go do 30 października 1941. 20 maja 1942 przewieziono go w transporcie inwalidów do Hatheim w Alkoven, gdzie został zamordowany w komorze gazowej.

## Życie prywatne
Był synem Michała Rogozińskiego i Marianny z domu Florczak.

## Publikacje
- Wspomnienia z okazji 25-lecia rozpoczęcia pierwszej pracy organizacyjnej społeczno-oświatowej w Królestwie Polskiem (1929)[3],
- Wspomnienia i wspólne przeżycia ks. Andrzeja Rogozińskiego z łodzianami z okazji trzydziestolecia pracy społeczno-narodowej (1934)[4],
- Karta mego życia w Łodzi (1934)[1].